# Nancy Springer
Nancy Springer (Montclair, Nova Jersey, 5 de juliol de 1948) és una escriptora estatunidenca de fantasia, ciència-ficció, misteri i literatura juvenil.
La seva novel·la Larque on the Wing va guanyar el premi Tiptree el 1994. També va rebre el premi Edgar dels Mystery Writers of America per les seves novel·les Toughing It el 1995 i Looking for Jamie Bridger el 1996. A més, va rebre el premi Carolyn W. Field de la Pennsylvania Library Association el 1999 per la seva novel·la I am Mordred. Ha escrit més de cinquanta llibres al llarg d'una carrera que ha abastat gairebé quatre dècades.
Entre les seves obres destaca també la sèrie de llibres d'Enola Holmes, la germana petita del detectiu Sherlock Holmes. En va publicar el primer llibre el 2006, després del qual va publicar 6 seqüeles de la sèrie. La seva obra, The Enola Holmes Mysteries, va ser adaptada el 2020 com a pel·lícula de Netflix, Enola Holmes. Les seves altres sèries de novel·les inclouen The Book of Isle (fantasia) i Tales of Rowan Hood.

## Biografia
Nancy és filla de Harry E. i Helen Connor, nascuts a la dècada del 1910 i força victorians; la família es va traslladar a Gettysburg (Pennsilvània) quan ella tenia tretze anys.
De petita era solitària i amant dels llibres, i va llegir molt sobre el rei Artús i la seva Taula Rodona, Robin Hood i sovint havia llegit i rellegit Sherlock Holmes. Va ser educada per "parlar gramaticalment" i està molt versada amb la literatura victoriana. La salut de la seva mare, que era pintora, va començar a deteriorar-se a causa del càncer, la menopausa i una forma precoç d'Alzheimer quan Springer tenia 14 anys.
Va romandre a Pennsilvània durant quaranta-sis anys, on va criar els seu fill Jonathan Paul (nascut el 1974) i la seva filla Nora Lynn (nascuda el 1978), del seu primer marit Joel Springer, religiós i fotògraf artístic, de qui es va divorciar el 1996. Va conèixer el seu segon marit, Jaime Fernando Pinto, el 1999, mentre treballava en un refugi d'animals. El 2007 es van traslladar a Bonifay (Florida), en una part aïllada del panhandle, un lloc propici per a les seves aficions d'observació d'ocells, muntar a cavall i pescar, i el seu amor per l'aviació.